# Edmund Kowalski
Edmund Leon Kowalski (ur. 15 listopada 1942 w Zapędowie, zm. 21 listopada 2018 w Grudziądzu) – polski samorządowiec, burmistrz Tucholi, Honorowy Obywatel Gminy Tuchola.

## Życiorys
Syn Leona i Marianny. Po raz pierwszy na urząd burmistrza Tucholi został wybrany po wyborach samorządowych w 1994 roku, urząd piastując od 2 lipca 1994 roku do 29 października 1998. Ponownie urząd burmistrza Tucholi sprawował od 19 listopada 2002 roku do 6 grudnia 2006 roku. Za zasługi został uhonorowany w dniu 25 czerwca 2015 tytułem Honorowego Obywatela Gminy Tuchola.
W 2004 odznaczony Krzyżem Kawalerskim Orderu Odrodzenia Polski.
Zmarł 21 listopada 2018. Został pochowany na cmentarzu komunalnym w Rudzkim Moście.